# Сёнгкю
Сёнгкю́ (также Сёнкю, Сенкю, Сенка) — река в Оленёкском районе Якутии, левый приток реки Оленёк. Длина реки — 193 км, площадь водосборного бассейна — 2310 км².
Исток реки находится на северо-восточной окраине Среднеcибирского плоскогорья, к северу от села Оленёк, на высоте более 300 м над уровнем моря. Течёт преимущественно в восточном направлении, на берегах — холмистая тайга, где преобладает лиственница. Присутствует термокарст. Протекает по незаселённой местности. В нижнем течении берега часто обрывистые, река меандрирует, а ландшафт меняется на лесотундру. Впадает в Оленёк слева в 1319 км от его устья, выше впадения Бэкэ, на высоте 84 м над уровнем моря. В нижнем течении ширина русла составляет 35-50 м при глубине 0,3-0,8 м, скорость течения в низовьях — 0,5-0,7 м/с.

## Основные притоки
Указаны поименованные притоки длиной 20 км и более.
| Название  | Расстояние от устья | Длина | Положение |
| --------- | ------------------- | ----- | --------- |
| Далгас    | 20                  | 25    | левый     |
| Буор-Юрях | 56                  | 25    | левый     |

## Данные водного реестра
По данным государственного водного реестра России и геоинформационной системы водохозяйственного районирования территории РФ, подготовленной Федеральным агентством водных ресурсов:
- Бассейновый округ — Ленский
- Речной бассейн — Оленёк
- Речной подбассейн — нет
- Водохозяйственный участок — Оленёк от истока до водомерного поста гидрометеорологической станции Сухана
- Код объекта в государственном водном реестре — 18020000112117600054715[4].